# Йосиф Лефакис
Йосиф е православен духовник, митрополит на Вселенската патриаршия.

## Биография
Йосиф Лефакис (Λεφάκης) е роден около 1750 година в село Хонес на Андрос. Работи като учител в училището в Арнавуткьой (Мега Ревма) в Цариград. През август 1806 година е ръкоположен за титулярен митрополит на Мелитини, помощник на Константинополската архиепископия и архиерейски ваместник на енорията на Мега Ревма. По-късно е назначен за протойерей на енорията на „Свети Николай Дзивалски“. В 1813 година се установява в Корти на Андрос и преподава в училището там. Но поради търкания с местните първенци е принуден да напусне Андрос още същата година и да се върна в Цариград.
През юли 1814 година в църквата „Свети Николай“ в Куручешме (Ксирокрини) е избран за месемврийски митрополит. Член е на „Филики Етерия“.
Умира през ноември 1820 година.